# Sloanea obtusifolia
Sloanea obtusifolia é uma espécie de planta do gênero Sloanea e da família Elaeocarpaceae.

## Taxonomia
A espécie foi descrita em 1886 por Karl Moritz Schumann.
Os seguintes sinônimos já foram catalogados:  
- Adenobasium obtusifolium  Moric.
- Sloanea fernando-costae  Hoehne

## Forma de vida
É uma espécie terrícola e arbórea.

## Descrição
Árvore de 19 – 35 metros de altura. Ramos jovens estriados, não lenticelados, puberulentos. Ela tem folhas alternas, concentradas no ápice dos ramos; estípulas cedo caducas, pubescentes; pecíolos de 0,4 – 1,5 centímetros de comprimento, estriados, pubescentes, raro velutinos; limbo obovado, raro elíptico, venação craspedódroma, raro semicraspedódroma na base, nervura principal sulcada na face adaxial, saliente na face abaxial; ausência de domácias. Sua inflorescência é axilar ou ramiflora, do tipo racemo bracteoso ou tirso indeterminado; brácteas persistentes, inteiras, ovadas; bractéolas persistentes, inteiras, ovadas pubescentes; pedicelo 5 – 12 milímetros de comprimento, estriado, achatado, pubescente. Ela tem flores com 4-5 (sépalas, unisseriadas ou bisseriadas, inteiras ou recortadas, iguais ou desiguais, 2 – 3 milímetros de comprimento; anteras com cerca de 1 milímetro de comprimento, ovadas ou globosas, densamente pubescentes; prolongamento do conectivo agudo, pubescente, com cerca de 0,5 milímetros de de comprimento. Frutos elipsóides ou orbiculares, 3-4-valvares, de 2 – 3 centímetros de comprimento, externamente coberto por cerdas pubérulas ou pubescentes, frequentemente caducas, 4 – 10 milímetros de comprimento. Sementes elipsóides, com cerca de 15 milímetros de comprimento, com cerca de 7 milímetros de largura, cobertas por arilo alaranjado.
| Raiz               | Raiz                                 |
| ------------------ | ------------------------------------ |
| forma              | tabular                              |
| Folha              |                                      |
| filotaxia          | alterna                              |
| estípula           | presente                             |
| limbo              | obovado/elíptico                     |
| margem do limbo    | inteira                              |
| venação            | craspedódroma/semicraspedódroma      |
| Inflorescência     |                                      |
| posição            | axilar/terminal                      |
| tipo               | tirso indeterminado/racemo bracteado |
| Flor               |                                      |
| sépala             | presente                             |
| pétala             | ausente                              |
| conectivo          | agudo                                |
| ovário             | séssil                               |
| sépala na antese   | não cobre órgão reprodutivo          |
| Fruto              |                                      |
| cápsula loculicida | coberto por cerda                    |
| Semente            |                                      |
| arilo              | presente                             |
| número de semente  | 1                                    |

## Conservação
A espécie faz parte da Lista Vermelha das espécies ameaçadas do estado do Espírito Santo, no sudeste do Brasil. A lista foi publicada em 13 de junho de 2005 por intermédio do decreto estadual nº 1.499-R.

## Distribuição
A espécie é encontrada nos estados brasileiros de Bahia, Espírito Santo, Minas Gerais, Pernambuco, Rio de Janeiro e São Paulo.
Em termos ecológicos, é encontrada no domínio fitogeográfico de Mata Atlântica, em regiões com vegetação de mata ciliar e floresta ombrófila pluvial.